# Thomas Naumann (Schauspieler)
Thomas Naumann (* 16. Januar 1951 in Hamburg) ist ein deutscher Moderator und Schauspieler.

## Leben
Naumann verbrachte seine Kindheit in Hamburg, wo er bis zum Abitur zur Schule ging. Er begann ein Studium der Germanistik-, Anglistik- und Theaterwissenschaft in Hamburg. Später wechselte er auf die staatliche Hochschule für Musik und Theater in Hamburg. Danach erhielt er sein erstes Theaterengagement bei Karl Vibach bei den Bühnen der Hansestadt Lübeck mit der Antikriegsrevue Hurra wir sterben – Oh, what a lovely war von Joan Littlewood. Später arbeitete er unter anderen an den Wuppertaler Bühnen, am Hessischen Staatstheater Wiesbaden und dem Cuvilliés-Theater München und unternahm eine Tournee mit der Komödie am Kurfürstendamm.
Erste Fernseherfahrung erfolgte in einer Nebenrolle in Eberhard Fechners Tadellöser & Wolff. Danach war Naumann in dem TV-Film Die Vorstadtkrokodile als Einbrecher zu sehen. Von 1980 bis 1983 erlangte er durch seine Moderation (zusammen mit dem videoanimierten „Wuslon Zini“) der ARD-Sendung Spaß am Montag mit Thomas und Zini große Bekanntheit unter jugendlichen Fernsehzuschauern. Später sprach er den Mikesch in der Jugend-Hörspiel-Reihe Reiterhof Dreililien. Es folgten Rollen in Die Schwarzwaldklinik, Jupiter Moon und der ZDF-Familienserie Diese Drombuschs. Außerdem war er als ausführendes und kommentierendes Team-Mitglied von Rolf-Dieter Klein im Rahmen des WDR-Computerclubs bei der Montage und Inbetriebnahme des NDR-Klein-Computers zu sehen. Danach spielte Naumann Rollen in Fernsehserien wie Großstadtrevier, Der Landarzt, Hallo, Onkel Doc!, Für alle Fälle Stefanie, In aller Freundschaft und Unser Charly.

## Filmografie (Auswahl)
- 1975: Tadellöser & Wolff
- 1977: Die Vorstadtkrokodile
- 1980–1983: Spaß am Montag
- 1981: St. Pauli-Landungsbrücken – Zehn Stunden landfrei
- 1986–1993: Großstadtrevier (sieben Folgen)
- 1987–1995: Der Landarzt (18 Episoden)
- 1988: Sommer in Lesmona
- 1988: Die Schwarzwaldklinik (zwei Folgen)
- 1989: Zwei Münchner in Hamburg – Die Traumreise
- 1990: Tatort  – Zeitzünder
- 1990: Hotel Paradies – Die Liebe eines Engels
- 1990: Jupiter Moon (drei Folgen)
- 1990–1992: Diese Drombuschs (drei Folgen)
- 1993: Achterbahn – Spuren auf Video
- 1993: Harry & Sunny
- 1994–1995: Hallo, Onkel Doc! (15 Folgen)
- 1994–1996: Die Wache (zwei Folgen)
- 1994: Der Nelkenkönig
- 1994: Ohne Schein läuft nichts
- 1995: Tatort – Tödliche Freundschaft
- 1995: Dr. Stefan Frank – Der Arzt, dem die Frauen vertrauen, als Karsten Witte
- 1996: Kurklinik Rosenau – Herzversagen
- 1997: Solo für Sudmann (Teil 1)
- 1997: Alphateam – Die Lebensretter im OP – Mörderischer Auftrag als Herr Steckner
- 1997: Kommissar Schimpanski – Wilde Tiere
- 1998: SOKO München – Familienbande als Dr. Thomas Merz
- 1998–1999: Für alle Fälle Stefanie (zwei Folgen)
- 1999–2000: In aller Freundschaft (zwei Folgen)
- 1999–2002: Unser Charly (zwei Folgen)
- 2007: Adelheid und ihre Mörder – Mord auf höchster Ebene
- 2011: Da kommt Kalle – Jagdsaison als Achim Hollig

## Theaterrollen
- „Joan Littlewood“ in Hurra wir sterben – Oh, what a lovely war, Regie: Karl Vibach
- „Graf Achim Rheydt“ in Der Kandidat,  Regie: Günter Fischer
- „Löwe“ in Zauberer von Oos
- „Quaste“ in Schule mit Clowns, Regie: Siemen Rühaak
- „Pfarrer“ in Sein Leben (Uraufführung), Regie: Günter Fischer
- Wuppertaler Narrenschneiden, Straßentheater
- „Clitandre“ in Der Menschenfeind, Regie: Hanno Lunin
- „George Tabori“ in Sigmunds Freude, Regie: Andreas Gerstenberg
- „Volker“ in Eisenwichser, Regie: Herbert Ecker
- „Tyrrhenos“ in Omphale, Regie: Peter Hacks
- „Benvolio“ in Romeo und Julia, Regie: Horst Siede
- „Else Lasker-Schüler“ in Ich und Ich- Uraufführung, Regie: Hermann Kleinselbeck
- „Charly“ in Abgespielt – Uraufführung, Regie: Edgar Cox / Hermann Wintsch
- „Garry“ in Gimme Shelter, Regie: Horst Siede
- „Buenco“ in Clavigo, Regie: Jürgen Kloth
- Die Reise der alten Männer- Uraufführung, Regie: Horst Siede
- „Olaf“ in Armut Reichtum Mensch und Tier, Regie: Hermann Kleinselbeck
- „Silvius“ in Wie es euch gefällt, Regie: Horst Siede
- „Luftgeist“ in Die Schöne und das Tier (Wuppertaler Bühnen)
- „Stefan“ in Trümmer des Gewissens, Regie: Horst Siede
- „Huber“ in März, Regie: Horst Siede
- „Nick“ in Wie man sich bettet
- „Hauptmann Jack Wellington“ in Rivalen, Regie: Heinz Schirk (Fernsehaufzeichnung HR)
- Troilus und Cressida, Regie: Herman Kleinselbeck
- Cleante in Bürger als Edelmann, Regie: Rudolf Noelte
- „Zahnarzt Julien Deforges“ in Kaktusblüte, Regie: Folker Bohnet
- „Dr. Juan G. Rodriguez“ in Geschichten von Mama und Papa, Regie: Wolfgang Spier